# CCKW 2½ t 6x6 Jimmy
L'autocarro CCKW 2½ t 6×6 (talvolta indicato come Jimmy) fu il veicolo da trasporto tattico più diffuso della Seconda guerra mondiale e rappresentò il veicolo di riferimento per la sua funzione per molti anni successivi alla fine della guerra. Costruito dalla GMC Truck a partire dal 1941, ne furono realizzati 562 750 esemplari, che operarono su tutti i fronti di guerra. Oltre alla versione terrestre ebbe un grande successo la versione anfibia DUKW.

## Storia del progetto
Alla fine degli anni venti il genio approvvigionamenti dell'Esercito statunitense produsse una serie di una sessantina di veicoli da trasporto di varie tipologie, indicati come QMC Standard Fleet per dimostrare che era possibile costruire veicoli militari senza appoggiarsi alle ditte specializzate ed a prezzi più contenuti di quelli richiesti dalle ditte stesse. L'esperimento ebbe successo in termini sia di caratteristiche dei veicoli sia di costi di produzione, anche grazie all'impegno dell'ingegner Herrington (che, pochi anni dopo avrebbe fondato la Marmon-Herrington per la produzione di veicoli militari), ma, per ovvi motivi, non fu molto gradito all'industria automobilistica statunitense, che da una parte operò sulla classe politica per limitare le iniziative autonome dell'esercito, ma dall'altra fu costretta a progettare nuovi veicoli adatti alle esigenze dei militari con costi sensibilmente più contenuti.
Una delle aziende che avevano intuito l'opportunità di offrire alle forze armate veicoli affidabili a prezzi contenuti fu la GMC Truck, divisione veicoli pesanti della General Motors, che iniziò a produrre modelli affidabili e competitivi rispetto a veicoli similari. La GMC operò sia nel campo dei veicoli 6×4 (quattro ruote motrici) sia di quelli 6×6 (sei ruote motrici).
La GMC iniziò la produzione di veicoli militari nel 1938 con il modello T-16 Special 2 ½ t 6x4 che, in realtà, poteva trasportare fino a 5 t di carico, dato che, non avendo la trazione totale, era utilizzato al meglio su strade asfaltate. L'evoluzione di questo veicolo portò al CCW 2 ½ t 6×4, da cui poi fu sviluppata la versione a trazione integrale, denominata appunto CCKW 2 ½ t 6×6, che condivideva le componenti meccaniche del "fratello minore", ma aveva un ulteriore asse di trasmissione per portare il movimento anche alle ruote anteriori. Il CCKW tuttavia non fu il primo autocarro a trazione integrale prodotto dalla GMC, che aveva già prodotto nel 1939 un modello ACKWX-353 2 ½ t 6×6 in circa 7000 esemplari, destinato all'esportazione in Francia, ma mai venduto per il collasso della nazione acquirente nel 1940.

## Tecnica
|                                                                              | Mod 352 (interasse corto) | Mod 353 (interasse lungo) |
| ---------------------------------------------------------------------------- | ------------------------- | ------------------------- |
| Lunghezza (cm)                                                               | 586                       | 651                       |
| Larghezza (cm)                                                               | 224                       | 224                       |
| Altezza (cm)                                                                 | 280                       | 280                       |
| (modello con cabina chiusa, senza tener conto dell'eventuale vano di carico) |                           |                           |
| Peso a vuoto (kg)                                                            | 4560                      | 4585                      |
| Velocità massima su strada (km/h)                                            | 72                        | 72                        |
| Autonomia (km)                                                               | 375                       | 375                       |

L'autocarro CCKW era mosso da un motore a benzina GMC 270 a 6 cilindri in linea 4 416 cm³ di cilindrata, in grado di erogare una potenza pari a 91,5 hp (68 kW) a 2750 rpm. La trasmissione era manuale a cinque velocità, con possibilità di utilizzare un riduttore. La carreggiata era di 152 o 158 cm, a seconda del tipo di differenziale anteriore, mentre l'interasse era di 368 cm sul modello 352 e 417 cm sul modello 353 (il più diffuso nel corso della Seconda guerra mondiale, con 231.352 veicoli costruiti). La cabina nella produzione iniziale era una normale cabina da autocarro chiusa e in metallo, successivamente, per esigenze particolari, furono prodotte anche cabine aperte.
Il vano di carico variava notevolmente, tanto che ne furono prodotti una ventina di tipi fra chiusi, aperti, gru, speciali. Alcuni veicoli furono adattati come trattori per semirimorchi, mentre ne fu costruito solo un prototipo come trattore di artiglieria. Le linee dei parafanghi erano sagomate in modo tale da poterli ricavare da lamiera piegata ed il motore era posto in un cofano sporgente dalla cabina.
In genere i CCKW erano disarmati, ma uno ogni quattro era provvisto di supporto per una mitragliatrice pesante. I tipi di supporto installati (sopra la cabina, con la mitragliatrice manovrata dall'assistente del guidatore) erano di tipo diverso a seconda del modello. Il portello di accesso alla mitragliatrice era protetto generalmente da un telo impermeabile.
Non risulta che sia mai stato installato sul CCKW il congegno di regolazione della pressione degli pneumatici dalla cabina di guida installato sul DUKW, che si basava sulla stessa meccanica. Invece alcuni veicoli furono forniti di verricello anteriore.
Su alcuni CCKW fu provato l'uso di un gassogeno per ridurre il consumo di prodotti derivati dal petrolio (soprattutto importanti nel teatro operativo europeo, dove scarseggiavano). I test, pur dando risultati accettabili come comportamento del mezzo, dimostrarono che per far percorrere al mezzo la distanza percorsa con 10 l di benzina erano necessari 14 kg di carbone trattato, richiedendo quindi un notevole ingombro del vano di carico.

## Impiego operativo

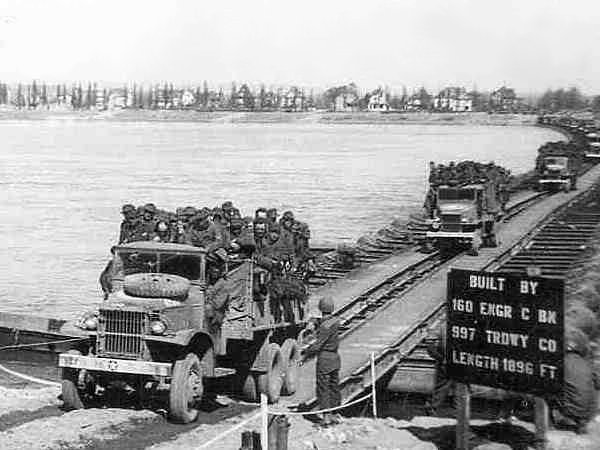
Una colonna di autocarri CCKW attraversa il fiume Reno su un ponte di barche (marzo 1945).

IL CCKW fu utilizzato dalle United States Armed Forces, le forze armate statunitensi, prevalentemente da United States Army (esercito) e United States Marine Corps, nel corso della Seconda guerra mondiale su tutti i teatri operativi. Il veicolo era notevolmente apprezzato soprattutto per la sua affidabilità. L'impiego riguardava principalmente il ruolo per cui era stato progettato, cioè il trasporto tattico dai depositi divisionali alla prima linea, tuttavia venne utilizzato anche come trasporto strategico, dai depositi logistici principali ai depositi divisionali. Il veicolo fu fornito anche alle forze armate britanniche, canadesi e della Francia Libera, con il decreto Lend-Lease fu fornito anche alle forze armate sovietiche (circa 100.000 esemplari).
Dopo la Seconda guerra mondiale il veicolo rimase in servizio con le forze armate, ma il suo utilizzo nell'ambito dell'esercito statunitense fu principalmente per il trasporto strategico, funzione per cui non era ottimizzato. Molti veicoli furono ceduti a forze armate alleate. Al 2007 sono ancora in uso diversi di questi veicoli, tenuti da collezionisti ed ancora in efficienza, un elenco di questi è riportato nel sito indicato nei collegamenti esterni.